# Tragédia de Paraisópolis
Tragédia de Paraisópolis, também chamada de Massacre de Paraisópolis, foi um tumulto que provocou nove mortes, ocorrido na madrugada de 1 de dezembro de 2019 no bairro de Paraisópolis, na cidade de São Paulo. Em uma ação da Polícia Militar do Estado de São Paulo num baile funk, durante uma perseguição, ocorreu um tumulto que resultou na morte de nove jovens, com doze hospitalizados, sendo pisoteamento a suposta causa direta das mortes.  Entretanto, de acordo com familiares das vítimas e laudos preliminares, os corpos de algumas vítimas não apresentavam sinais físicos de pisoteamento, como roupas limpas, ausência de feridas ou sangue. Além disso, atestados de óbito registraram que quatro das vítimas morreram em decorrência de asfixia mecânica e trauma na medula. Esse caso é o mais letal da cidade de São Paulo, segundo relatório do Centro de Antropologia e Arqueologia Forense (CAAF) da Universidade Federal de São Paulo (Unifesp) e do Núcleo Especializado de Cidadania e Direitos Humanos (NECDH) da Defensoria Pública.

## História
Jovens estavam reunidos no Baile da DZ7, realizado na esquina da rua Ernest Renan com a rua Rodolf Lutze, quando a Polícia Militar entrou no evento para dispersá-lo. De acordo com moradores e frequentadores do baile, policiais teriam cercado as saídas das ruas e encurralado as vítimas em um beco. Segundo a Polícia Militar, a ação foi em resposta a dois homens numa moto que teriam atirado contra policiais e, ainda efetuando disparos, teriam tentado se esconder na festa ocasionando tumulto, durante o qual os agentes teriam sido recebidos a "garrafadas, pedradas etc.". Ainda de acordo com a própria PM, foi feito uso de balas de borracha e "munições químicas para dispersão e segurança das equipes".
Num vídeo que teria sido gravado após a dispersão do baile, policiais dão socos, tapas e pontapés em jovens já dominados. Em outro vídeo, policiais disparam balas de borracha contra as pessoas no lugar. A Polícia Militar admitiu que "algumas imagens sugerem abuso, ação desproporcional" e que "o rigor vai responsabilizar quem cometeu algum excesso".
O caso foi registrado no 89º Distrito Policial em Jardim Taboão. A Polícia Militar instaurou Inquérito Policial Militar, que foi arquivado em fevereiro de 2020 após a Corregedoria da PM considerar as ações dos policiais lícitas. O inquérito indicou que não houve erro de procedimento dos 31 policiais que participaram da operação. O ouvidor da PM no momento da ação, Bendito Mariano, criticou a conclusão, afirmando que a operação não deveria ser considerada "normal" e que prejudicava a imagem da Polícia Militar. Mariano havia deixado o cargo no dia anterior à apresentação das conclusões do inquérito, por decisão do governador João Doria.
A Justiça de São Paulo ouviu nove testemunhas de acusação e uma comum às partes na primeira audiência em 25 de julho de 2023, três testemunhas na segunda audiência em 18 de dezembro de 2023, mais dez testemunhas na terceira audiência em 17 de maio de 2024, mais cinco testemunhas na quarta audiência em 28 de junho de 2024, duas testemunhas de defesa na quinta audiência em 2 de agosto de 2024, dez testemunhas de defesa na sexta audiência em 31 de janeiro de 2025 e a única testemunha de defesa na sétima audiência em 18 de março de 2025.

## Vítimas fatais
| Nome                               | Idade | Ocupação                        | Residência      |
| ---------------------------------- | ----- | ------------------------------- | --------------- |
| Bruno Gabriel dos Santos           | 22    | –                               | Mogi das Cruzes |
| Dennys Guilherme dos Santos Franca | 16    | –                               | –               |
| Eduardo Silva                      | 21    | ajudante de oficina             | Carapicuíba     |
| Gabriel Rogério de Moraes          | 20    | –                               | Mogi das Cruzes |
| Gustavo Cruz Xavier                | 14    | –                               | Capão Redondo   |
| Denys Henrique Quirino da Silva    | 16    | estudante, limpeza de estofados | Pirituba        |
| Luara Victoria de Oliveira         | 18    | –                               | Interlagos      |
| Marcos Paulo Oliveira dos Santos   | 16    | estudante                       | Jaraguá         |
| Mateus dos Santos Costa            | 23    | vendedor                        | Carapicuíba     |

## Repercussão
O presidente do Conselho Estadual de Defesa dos Direitos da Pessoa Humana do governo de São Paulo, Dimitri Sales, declarou que "A forma como a operação se deu, impedindo rotas de fuga, promovendo dispersão desordenada, sem que as pessoas pudessem fugir, sem ter espaço para fuga, isso tudo configura o ato de massacre. Não foi um mero acidente como se quer fazer crer".

## Desfecho
Em 28 de junho de 2024, a reportagem do jornal Folha de S.Paulo revelou que um dos 12 policiais militares réus no "Massacre de Paraisópolis", o sargento Gabriel Luís de Oliveira, que aparece no documentário do youtuber americano Gen Kimura, de abril do mesmo ano, dizendo em inglês que comemora as mortes de bandidos em confrontos com a Polícia Militar (PM) com "charuto e cerveja". A Secretaria da Segurança Pública (SSP) informou sobre o afastamento do agente.